# Раздольное (станция)
Раздо́льное — железнодорожная станция Владивостокского отделения Дальневосточной железной дороги на линии Уссурийск — Владивосток. Расположена в селе Раздольное Приморского края.
Станция осуществляет приём и выдачу грузов повагонными отправками.
В здании вокзала помимо железнодорожных касс находятся кассы автостанции «Раздольное», продающие билеты на междугородние автобусы в направлении Уссурийска, Владивостока, Находки, Славянки и других населённых пунктов Приморского края.
На станции останавливаются все электропоезда и часть пассажирских поездов. Скорые поезда в большинстве проходят станцию без остановки.

## Дальнее следование по станции
| № поезда | Маршрут движения               | № поезда | Маршрут движения               |
| -------- | ------------------------------ | -------- | ------------------------------ |
| 351      | Владивосток — Советская Гавань | 352      | Советская Гавань — Владивосток |